# Pașcani
Pașcani je město na severovýchodě Rumunska v župě Jasy, 65 km západně od města Jasy na řece Siret. V roce 2011 zde žilo přes 33 000 obyvatel a bylo tak druhým největším městem v župě.

## Historie
První písemná zmínka pochází z 8. dubna 1419, kdy zde byla stejnojmenná vesnice. Název získala podle majitele panství bojara Oană Pașcă. Město mělo výhodnou polohu u hlavního brodu přes řeku Siret. Začátkem 19. století se u obce konaly trhy. Hospodářský vzestup Pașcani zaznamenalo po roce 1869, kdy byla vybudována železnice mezi městy Suceava a Roman. Za druhé světové války bylo město silně poničeno. Po válce začala nová výstavba a Pașcani se stalo průmyslovým centrem.

## Obyvatelstvo
Podle sčítání lidu v roce 2011 žilo ve městě 33 745 obyvatel, což bylo o 8 300 obyvatel méně než v roce 2002. Rumunů bylo 91,08 %, Romů 1,48 % a 7,21 % obyvatel svou národnost neuvedlo. K pravoslaví se přihlásilo 87,45 % obyvatel a k římskokatolické církvi 2,39 %. 

## Pamětihodnosti
- Palác rodiny Cantacuzino-Pașcanu postavený v roce 1650. Měšťanský dvoupatrový dům s kamennou věží.
- Kostel sv. archandělů Michaela a Gabriela z roku 1664
- Blăgești, archeologická lokalita 2 km severozápadně od obce levém břehu řeky Siret, kde byly objeveny pozůstatky eneolitického a středověkého sídliště

## Osobnosti
- Mihail Sadoveanu (1880–1961), spisovatel a politik